# Gong Jinjie
Gong Jinjie (en chino: 宫金杰; Jilin, 12 de noviembre de 1986) es una deportista china que compitió en ciclismo en la modalidad de pista, especialista en las pruebas de velocidad y keirin.
Participó en dos Juegos Olímpicos de Verano, obteniendo en total dos medallas en la prueba de velocidad por equipos: oro en Río de Janeiro 2016 (junto con Zhong Tianshi), y plata en Londres 2012 (junto con Guo Shuang).
Ganó ocho medallas en el Campeonato Mundial de Ciclismo en Pista entre los años 2008 y 2016.

## Medallero internacional
| Juegos Olímpicos   | Juegos Olímpicos         | Juegos Olímpicos  | Juegos Olímpicos      |
| Año                | Lugar                    | Medalla           | Competición           |
| ------------------ | ------------------------ | ----------------- | --------------------- |
| 2012               | Londres (Reino Unido)    | Medalla de plata  | Velocidad por equipos |
| 2016               | Río de Janeiro (Brasil)  | Medalla de oro    | Velocidad por equipos |
| Campeonato Mundial |                          |                   |                       |
| Año                | Lugar                    | Medalla           | Competición           |
| 2008               | Mánchester (Reino Unido) | Medalla de plata  | Velocidad por equipos |
| 2010               | Ballerup (Dinamarca)     | Medalla de plata  | Velocidad por equipos |
| 2011               | Apeldoorn (Países Bajos) | Medalla de bronce | Velocidad por equipos |
| 2012               | Melbourne (Australia)    | Medalla de bronce | Velocidad por equipos |
| 2013               | Minsk (Bielorrusia)      | Medalla de plata  | Velocidad por equipos |
| 2013               | Minsk (Bielorrusia)      | Medalla de plata  | Keirin                |
| 2015               | Saint-Quentin (Francia)  | Medalla de oro    | Velocidad por equipos |
| 2016               | Londres (Reino Unido)    | Medalla de plata  | Velocidad por equipos |

## Palmarés
- 2005
  - Campeona de Asia en velocidad por equipos (con Zhang Lei y Gao Yawei)
- 2006
  - Medalla de oro en los Juegos Asiáticos en velocidad
  - Campeona de Asia en 500 metros
  - Campeona de Asia en velocidad
  - Campeona de Asia en velocidad por equipos (con Wang Jianling)
- 2008
  - Campeona de Asia en 500 metros
  - Campeona de Asia en velocidad por equipos (con Zheng Lulu)
- 2009
  - Campeona de Asia en 500 metros
  - Campeona de Asia en velocidad por equipos (con Zheng Lulu)
- 2010
  - Campeona de Asia en velocidad por equipos (con Lin Junhong)
- 2011
  - Campeona de Asia en velocidad por equipos (con Lin Junhong)
- 2012
  - Medalla de plata en los Juegos Olímpicos de Londres en velocidad por equipos (con Guo Shuang)
- 2015
  - Campeona del mundo en velocidad por equipos (con Zhong Tianshi)
- 2016
  - Medalla de oro en los Juegos Olímpicos de Río de Janeiro en velocidad por equipos (con Zhong Tianshi) 
  - Campeona de Asia en velocidad por equipos (con Zhong Tianshi)

### Resultados en laCopa del Mundo
- 2007-2008
  - 1.ª en Copenhague, en 500 m.
- 2008-2009
  - 1.ª en la Clasificación general, en 500 m.
- 2009-2010
  - 1.ª en Melbourne y Pekín, en velocidad por equipos
- 2010-2011
  - 1.ª en Melbourne y Pekín, en velocidad por equipos
- 2011-2012
  - 1.ª en Pekín, en velocidad por equipos
- 2012-2013
  - 1.ª en Aguascalientes, en velocidad
- 2014-2015
  - 1.ª en Londres, en velocidad por equipos
- 2015-2016
  - 1.ª en Cale y Cambridge, en velocidad por equipos